# 動橋駅
動橋駅（いぶりはしえき）は、石川県加賀市動橋町にある、IRいしかわ鉄道線の駅である。

## 概要
片山津温泉に近く、かつては特急停車駅であり、石川県における主要駅の一つであった。現在では南隣の加賀温泉駅が周辺温泉地の玄関口となったため、普通列車しか停車しない。また、北陸鉄道片山津線・山代線と接続していたが廃止され、2009年に無人駅となっている。
駅名に含まれる「いぶり」は「いぶる」の活用形で、広辞苑などにも示される古い言葉である。揺する、ゆり動かす、ゆすぶるの意味で加賀地方南部で古くから使われ、揺れる橋が二級河川動橋川に架かっていたところに由来する。

## 歴史
以前、当駅は加賀温泉郷への窓口として、大聖寺駅とともに特急が手分けして停まっていた。北へ北陸鉄道片山津線、南へ北陸鉄道動橋線（のち山代線）が伸び、交通の要所として栄え、1950 - 1960年代の一時期には、石川県内において金沢駅に次いで運輸取扱収入額の多い駅であった。1965年9月24日には日本全国の主要152駅と日本交通公社の83か所の営業所に開設されたみどりの窓口が当駅にも設置された。1960年代末期には特急「白鳥」、「雷鳥」・「しらさぎ」が大聖寺駅と動橋駅の両駅に停車するダイヤとされていたことが特急の格やスピードアップの観点から問題視されたことから、大聖寺駅を置く大聖寺町と激しい特急駅の地位を争った挙句、隣の作見駅が加賀温泉駅と改称され加賀温泉郷の入口として一本化された。それ以降は急行「くずりゅう」が1往復停車するのみとなったが、それも1985年（昭和60年）3月に廃止された後は、普通列車のみの停車駅となっている。この経緯については、加賀温泉郷停車駅争奪戦も参照。

### 年表
- 1897年（明治30年）9月20日：官設鉄道北陸線の福井駅 - 小松駅間延伸時に開業（一般駅）[1][2][3]。当時の読みは「いぶりばし」[3]。
- 1909年（明治42年）10月12日：線路名称制定、北陸本線所属駅となる[3]。
- 1915年（大正4年）5月1日：温泉電軌動橋線（後の北陸鉄道山代線）の新動橋駅が開業[12]。
- 1922年（大正11年）11月23日：温泉電軌片山津線（後の北陸鉄道片山津線）の動橋駅が開業[13]。
- 1956年（昭和31年）12月15日：読みを「いぶりはしえき」に変更[3]。
- 1965年（昭和40年）9月24日：北陸鉄道片山津線の動橋駅が廃止[14]。みどりの窓口を設置[9]。
- 1970年（昭和45年）
  - 9月30日[要出典]：みどりの窓口の営業を終了[15]。
  - 10月7日：貨物の取扱を廃止（旅客駅となる）[3]。
- 1971年（昭和46年）7月11日：北陸鉄道山代線の新動橋駅が廃止[14]。
- 1982年（昭和57年）5月1日:業務委託駅となる[16]。
- 1985年（昭和60年）3月14日：荷物の取扱を廃止[3]。
- 1987年（昭和62年）4月1日：国鉄分割民営化により、西日本旅客鉄道（JR西日本）の駅となる[3]。
- 2008年（平成20年）4月30日：駅前のバス停が廃止され、周辺のバス路線は皆無となった。
- 2009年（平成21年）4月1日：簡易委託を解除、無人化される。
- 2017年（平成29年）4月15日：ICカード「ICOCA」の利用が可能になる[17][18][19][20][21]。
- 2024年（令和6年）3月16日：北陸新幹線 金沢駅 - 敦賀駅延伸開業に伴い、IRいしかわ鉄道の駅になる。

## 駅構造
単式ホーム2面2線を持つ地上駅である。島式ホームの内側にも線路（中線）はあるが、保守用の側線になっており、ホームについても柵が設置されたため待避線としては使用できない。また絶対信号機も設置されておらず停留所となっている。元々単式である上りホーム側に駅舎があり、下りホームへは跨線橋で連絡している。特急停車駅時代の名残か、普通停車駅にしては比較的ホームも広い構造になっている。2013年春に普通列車の有効長以外の部分に安全柵を設置する工事を実施したため、関係者以外は立ち入り禁止となった。
以前は簡易委託駅であったが、現在は小松駅管理の無人駅となっている。自動券売機が設置されている。

### のりば
| のりば | 路線              | 方向 | 行先             |
| ------ | ----------------- | ---- | ---------------- |
| 1      | ■IRいしかわ鉄道線 | 上り | 大聖寺・福井方面 |
| 2      | ■IRいしかわ鉄道線 | 下り | 小松・金沢方面   |

付記事項
- ホーム上では長らくのりば番号が設定されていなかったが、2018年までに改めて設定された。なお、使われていない中線は番号カウントから外されている。
- 接近警告機から鳴るメロディは、1番のりばが「アニーローリー」、2番のりばが「エリーゼのために」である。

## 利用状況
2022年（令和4年）度の1日平均乗車人員は448人である。
近年の1日平均乗車人員の推移は以下の通り。
| 年度   | 1日平均 乗車人員 |
| ------ | ---------------- |
| 1995年 | 984              |
| 1996年 | 958              |
| 1997年 | 928              |
| 1998年 | 885              |
| 1999年 | 841              |
| 2000年 | 754              |
| 2001年 | 740              |
| 2002年 | 723              |
| 2003年 | 720              |
| 2004年 | 709              |
| 2005年 | 719              |
| 2006年 | 653              |
| 2007年 | 635              |
| 2008年 | 665              |
| 2009年 | 584              |
| 2010年 | 580              |
| 2011年 | 557              |
| 2012年 | 567              |
| 2013年 | 584              |
| 2014年 | 558              |
| 2015年 | 555              |
| 2016年 | 578              |
| 2017年 | 580              |
| 2018年 | 562              |
| 2019年 | 512              |
| 2020年 | 435              |
| 2021年 | 447              |
| 2022年 | 448              |

## 駅周辺
- 丸八製茶場
- 片山津温泉
- 石川県立加賀高等学校
- 大同工業動橋工場
- 帝人加工糸加賀工場
- キャン・バス「加賀棒茶 丸八製茶場・大日盛 橋本酒造口」停留所 - 加賀小松線

## 隣の駅
IRいしかわ鉄道
■IRいしかわ鉄道線
■快速・■普通
加賀温泉駅 - 動橋駅 - 粟津駅

## 北陸鉄道 動橋駅

### 概要
片山津線の始発駅で、国鉄の北側に位置し、独自の出入口はなかった。

### 歴史
- 1914年（大正3年）4月29日：温泉電軌の駅（馬車鉄道）として開業。
- 1922年（大正11年）11月23日：温泉電軌の当駅 - 片山津駅間が開業（電化）[12]。
- 1943年（昭和18年）10月13日：北陸鉄道の合併・設立に伴い、同社の片山津線の駅となる[14]。
- 1965年（昭和40年）9月24日：片山津線廃止により廃駅となる[14][24]。

### 駅構造
国鉄駅とつながる跨線橋を降りたところに1面1線のホームがあり、金沢寄りに3線の車庫があった。国鉄とは線路がつながっていなかった。

### 廃止後
片山津線廃止後も数年の間は電車がバスに置き換わっただけの形とされ、ホームの断面を階段状に改修して線路跡からバスが発着し、跨線橋も存置されて国鉄駅や山代線の新動橋駅と連絡していたが、1970年（昭和45年）の加賀温泉駅の開業、翌1971年（昭和46年）の山代線を含む加南線全線廃止と前後して跨線橋が撤去され、当駅から片山津温泉へのバスは山代温泉からの直通となり、狭隘な駅前に乗り入れることができないため150mほど南に位置する動橋駅前バス停を経由していた。この路線バスは2008年（平成20年）4月30日限りで廃止されている。

### 隣の駅
北陸鉄道
片山津線
動橋駅 - 片山津本町駅

## 北陸鉄道 新動橋駅

### 概要
山代線の乗換駅であった。

### 歴史
- 1915年（大正4年）5月1日：温泉電軌の宇和野駅 - 新動橋駅間が開業[12]。
- 1943年（昭和18年）10月13日：北陸鉄道の合併・設立に伴い、同社の動橋線の駅となる[14]。
- 1963年（昭和38年）7月19日：動橋線の山代線への改称により同線の駅となる[14][25]。
- 1968年（昭和43年）9月1日：駅業務を株式会社北鉄交通社に委託
- 1971年（昭和46年）7月11日：加南線全線廃止により廃駅[13]。

### 駅構造
国鉄駅を出たすぐ右手に木造駅舎があり、Y字ポイントで分岐した島式ホーム1面2線を有していたが、晩年は駅舎から見て右側の1線だけが使われていた。

### 廃止後
駅跡地には道路が新設され、残りの用地は駅前広場の拡張に使われている。

### 隣の駅
北陸鉄道
山代線
庄駅 - 新動橋駅